# Aplysia juliana
Aplysia juliana is een slakkensoort uit de familie van de Aplysiidae. De wetenschappelijke naam van de soort werd in 1832 voor het eerst geldig gepubliceerd door Quoy & Gaimard.

## Beschrijving
Deze zeehaas-soort heeft geen paarse klier en kan daarom geen inkt produceren, alleen melkachtige afscheidingen. Het achterste uiteinde van de voet kan bij deze soort als zuignap werken. De kleur van deze zeehaas is vaak bruin met lichtere vlekken, maar het kan ook in verschillende andere tinten zijn, waaronder gewoon zwart overal. De maximaal geregistreerde lengte is 300 mm.

## Verspreiding
De kosmopolitische verspreiding van deze zeeslak is circumtropisch in alle warme zeeën. Het leeft in getijdenpoelen en zeegrasvelden, tot een diepte van 20 meter.

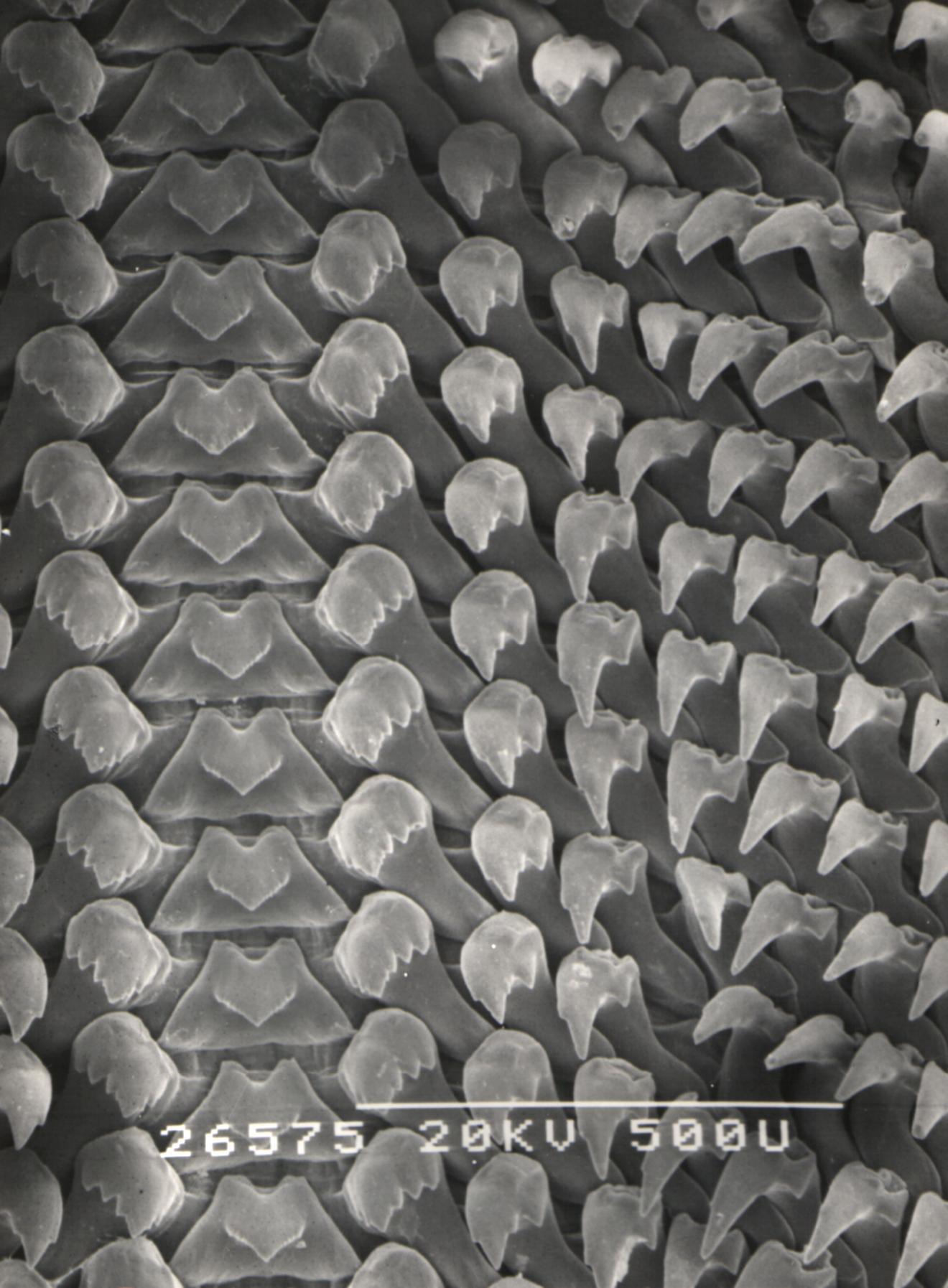
Microscopische foto van de radula van Aplysia juliana